# Чарбак (Баткенская область)
Чарбак (кирг. Чарбак) — село в Баткенском районе Баткенской области Кыргызстана. Входит в состав Кыштутского айылного аймака.

## География
Село расположено в центральной части области, на правом берегу реки Ак-Суу (левый приток реки Сох), на расстоянии приблизительно 23 километров (по прямой) к юго-востоку от города Баткена, административного центра области и района. Абсолютная высота — 1432 метра над уровнем моря.

## Население
Согласно оценочным данным Национального статистического комитета Кыргызской Республики, численность населения села на начало 2023 года составляла 525 человек.
| год     | 2009 | 2014 | 2015 | 2020 | 2021 | 2023 |
| ------- | ---- | ---- | ---- | ---- | ---- | ---- |
| человек | 372  | 459  | 412  | 456  | 488  | 525  |